# Roulette (singolo)
Roulette è un singolo della cantautrice italiana Sarah Toscano (accreditata come Sarah), pubblicato il 26 luglio 2024 come unico estratto dalla riedizione digitale del secondo EP Sarah.

## Descrizione
Il brano, scritto da Giampiero Gentile e Raffaele Esposito, in arte Lele, è prodotto da quest'ultimo con i Room9, gruppo musicale composto da Gabriel Rossi, in arte Kende, Lorenzo Santarelli e Marco Salvaderi, e parla di un amore fugace, che assomiglia proprio all'omonimo gioco d'azzardo.

## Promozione
Il brano è stato presentato dalla stessa cantautrice il 25 luglio 2024 attraverso i suoi profili social e il giorno seguente a Radio Italia.

## Video musicale
Il video musicale, diretto da Gianni Gentile, è stato pubblicato in concomitanza all'uscita del brano attraverso il canale YouTube della cantautrice.

## Tracce
Testi e musiche di Gianpiero Gentile e Raffaele Esposito.
1. Roulette – 2:50

## Formazione
- Sarah Toscano – voce
- Emyk – mastering, missaggio
- Gabriel "Kende" Rossi – programmazione, produzione
- Lorenzo Santarelli – programmazione, produzione
- Marco Salvaderi – programmazione, produzione